# Лунн, Кристоффер
Кристоффер Лунн Хансен (дат. и англ. Kristoffer Lund Hansen; род. 14 мая 2002, Кертеминне, Фюн) — американский и датский футболист, защитник итальянского клуба «Палермо» и сборной США, выступающий на правах аренды за немецкий клуб «Кёльн».

## Клубная карьера
Воспитанник датского «Мидтьюлланна». Присоединился к клубу в 2017 году. В апреле 2021 года перешёл в «Эсбьерг», подписав с ним контракт, рассчитанный на три года. 7 августа впервые попал в заявку основной команды на матч первого датского дивизиона против «Люнгбю», но на поле не появился.
11 августа 2021 года перебрался в Швецию, подписав с местным «Хеккеном» контракт на три с половиной года. Через неделю после этого принял участие в первой игре за клуб. В игре второго квалификационного раунда Кубка Швеции против «Утсиктена» датчанин появился на поле в середине второго тайма вместо Янника Аджумани. 22 августа Лунн дебютировал в чемпионате Швеции в гостевом поединке с АИК, выйдя в стартовом составе и на 86-й минуте уступив место Юхану Хаммару.
21 августа 2023 года перешёл в клуб итальянской Серии B «Палермо», подписав четырёхлетний контракт. За «розово-чёрных» дебютировал 29 августа в матче против «Реджаны».

## Карьера в сборной
Выступал за юношеские и молодёжные сборные Дании. За сборную до 17 лет дебютировал 13 октября 2018 года в товарищеской встрече с Германией, появившись на поле в конце встречи.
Лунн родился в Дании в семье датчанина и американки и имеет двойное гражданство. В августе 2023 года он подал заявку на смену футбольного гражданства на американское, после чего получил свой первый вызов в сборную США от главного тренера Грегга Берхалтера на два товарищеских матча, против Узбекистана и Омана. 9 сентября в матче со сборной Узбекистана дебютировал за сборную США, выйдя на замену в конце второго тайма вместо Энтони Робинсона. Был включён в состав сборной на Кубок Америки 2024.

## Клубная статистика
| Выступление      | Выступление      | Выступление      | Лига | Лига | Кубки | Кубки | Конт. кубки | Конт. кубки | Прочие | Прочие | Итого | Итого |
| Клуб             | Лига             | Сезон            | Игры | Голы | Игры  | Голы  | Игры        | Голы        | Игры   | Голы   | Игры  | Голы  |
| ---------------- | ---------------- | ---------------- | ---- | ---- | ----- | ----- | ----------- | ----------- | ------ | ------ | ----- | ----- |
| Мидтьюлланн      | Суперлига        | 2020/21          | 1    | 0    | 1     | 0     | 0           | 0           | 0      | 0      | 2     | 0     |
| Мидтьюлланн      | Итого            | Итого            | 1    | 0    | 1     | 0     | 0           | 0           | 0      | 0      | 2     | 0     |
| Эсбьерг          | 1-й дивизион     | 2021/22          | 0    | 0    | 0     | 0     | 0           | 0           | 0      | 0      | 0     | 0     |
| Эсбьерг          | Итого            | Итого            | 0    | 0    | 0     | 0     | 0           | 0           | 0      | 0      | 0     | 0     |
| Хеккен           | Аллсвенскан      | 2021             | 15   | 0    | 1     | 0     | 0           | 0           | 0      | 0      | 16    | 0     |
| Хеккен           | Аллсвенскан      | 2022             | 25   | 0    | 3     | 0     | 0           | 0           | 0      | 0      | 28    | 0     |
| Хеккен           | Аллсвенскан      | 2023             | 19   | 0    | 6     | 0     | 6           | 0           | 0      | 0      | 31    | 0     |
| Хеккен           | Итого            | Итого            | 59   | 0    | 10    | 0     | 6           | 0           | 0      | 0      | 75    | 0     |
| Палермо          | Серия B          | 2023/24          | 35   | 2    | 0     | 0     | 0           | 0           | 2      | 0      | 37    | 2     |
| Палермо          | Итого            | Итого            | 35   | 2    | 0     | 0     | 0           | 0           | 2      | 0      | 37    | 2     |
| Всего за карьеру | Всего за карьеру | Всего за карьеру | 95   | 2    | 11    | 0     | 6           | 0           | 2      | 0      | 114   | 2     |

## Достижения
Командные
сборная США
- Победитель Лиги наций КОНКАКАФ: 2023/24[17]